# Hergenroth
Hergenroth település Németországban, Rajna-vidék-Pfalz tartományban. Lakosainak száma 444 fő (2023. december 31.).

## Népesség
A település népességének változása:
| Lakosok száma | 323  | 442  | 431  | 442  | 447  | 444  |
|               | 1975 | 2017 | 2019 | 2021 | 2022 | 2023 |